# Ukrainian Canadian Congress

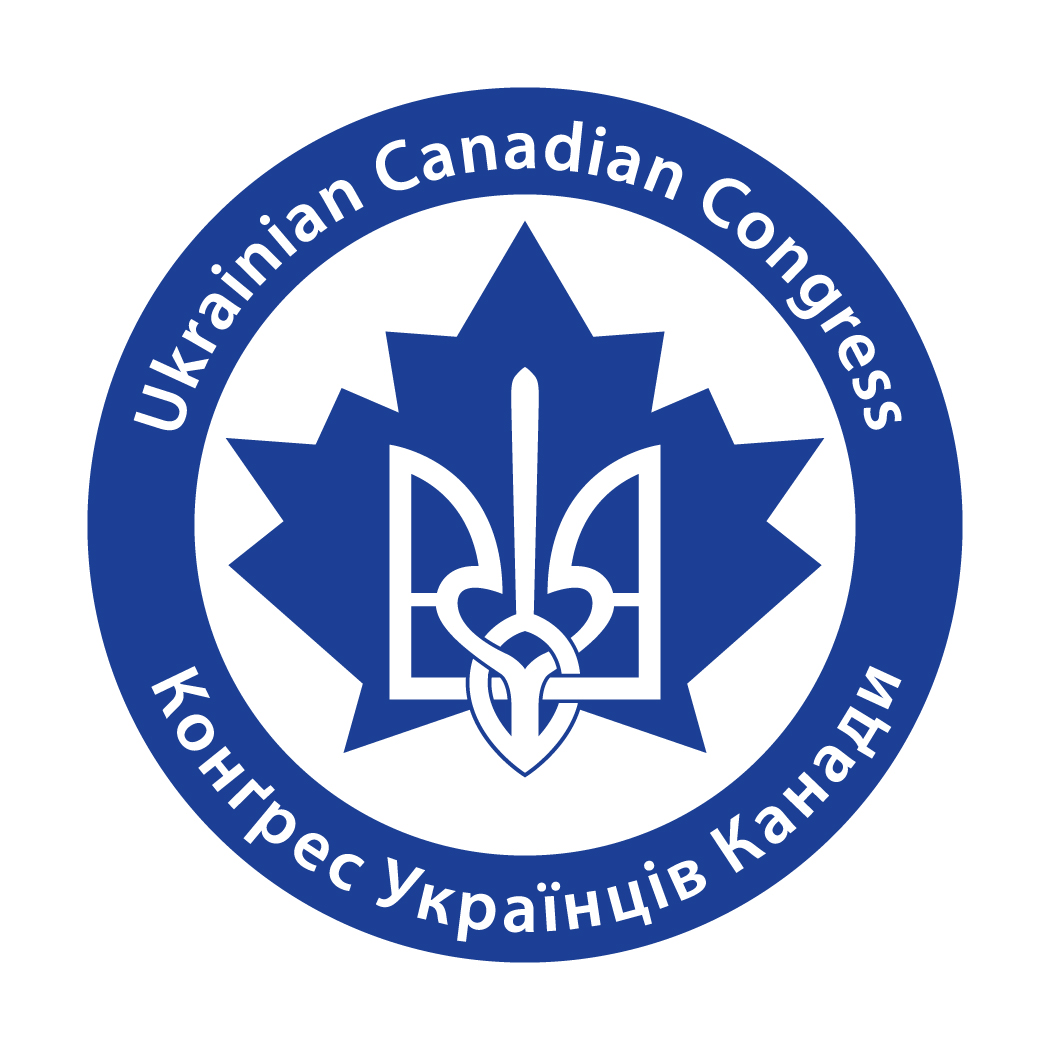
Logo des Ukrainian Canadian Congress

Der Ukrainian Canadian Congress (abgekürzt UCC; deutsch: Ukrainisch-Kanadischer Kongress) mit Sitz in Winnipeg ist der Interessenverband der ukrainisch-kanadischen Exilgemeinde in Kanada, die im Jahr 2024 auf 1.359.000 Personen mit ukrainischer Abstammung geschätzt wird. 144.000 Kanadier sprechen Ukrainisch.

## Geschichte
Der 1940 in Winnipeg unter dem Namen Ukrainian Canadian Committee gegründete und 1989 in seinen bis heute bestehenden Namen umbenannte Kongress ist die Dachorganisation der ukrainisch-kanadischen Organisationen auf allen staatlichen Ebenen mit 1,2 Millionen Mitgliedern. Die amtierende Präsidentin ist seit 2018 Alexandra Chyczij.

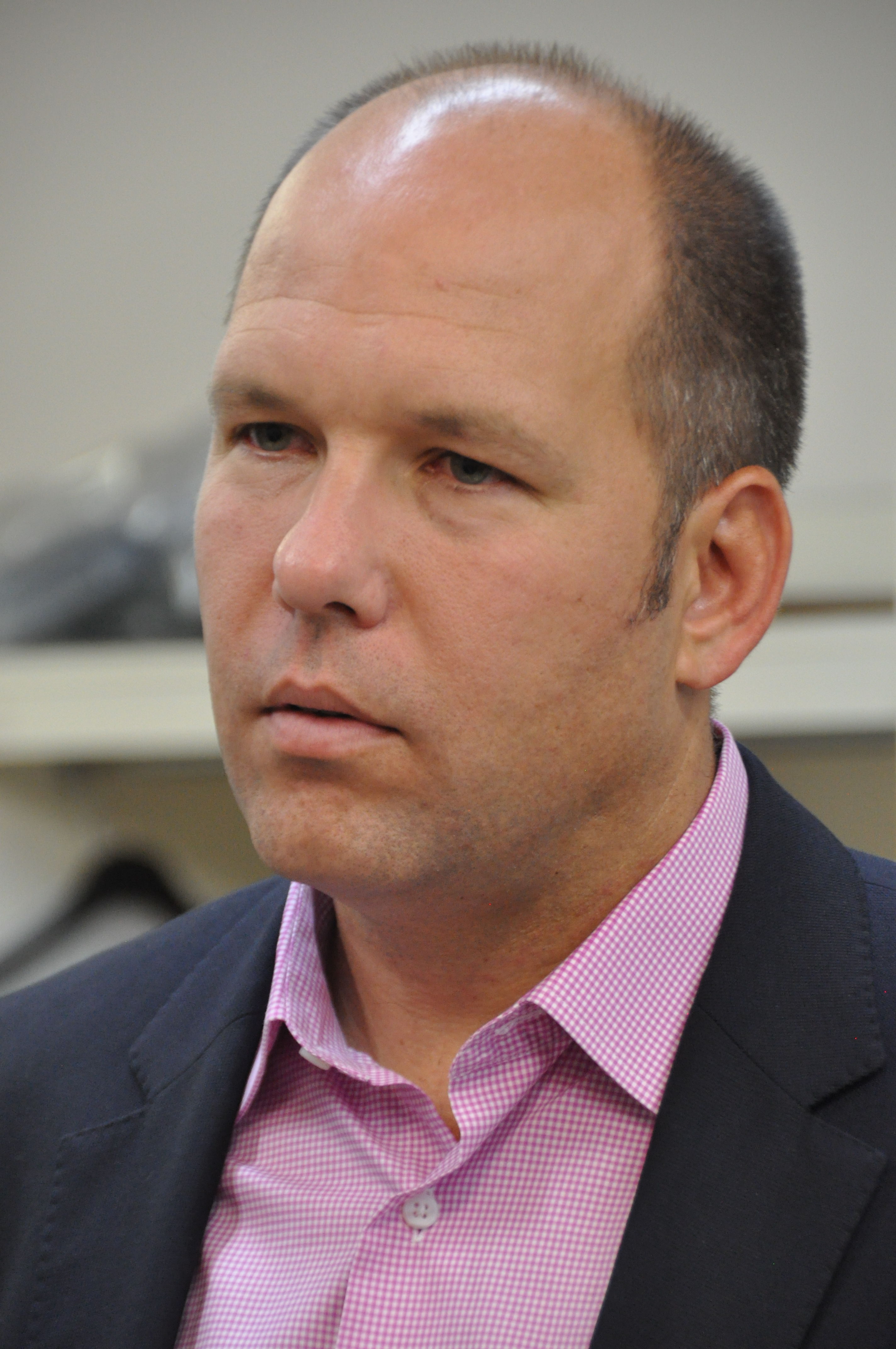
Präsident der Organisation von 2007 bis 2018: Paul Grod

Russland belegte am 24. März 2014 Paul Grod, damals Präsident der Organisation, als Vergeltung für die von Kanada verhängten Sanktionen gegen Russland im Zusammenhang mit der völkerrechtswidrigen Annexion der Krim durch Russland mit einem Einreiseverbot. Im August 2022 wurde der Ukrainian Canadian Congress in Russland als „unerwünschte Organisation“ eingestuft.